# Eazy-E
Eric Lynn Wright (Compton, 7 september 1964 – Los Angeles, 26 maart 1995), beter bekend als Eazy-E, was een Amerikaans rapper, muziekproducent en platenbaas. Hij werd in de jaren tachtig bekend als lid van de controversiële rapgroep N.W.A en was oprichter van het platenlabel Ruthless Records. Eazy-E was een van de grondleggers van de gangsta rap en geldt als exponent van de westcoastrapstijl. Op 30-jarige leeftijd overleed hij aan de gevolgen van aids.

## Biografie
Eric Eazy-E Wright werd geboren op 7 september 1964 in Compton, een voorstad van Los Angeles. Eric ging van de middelbare school af in de winter van 1979 om z'n neef Choukri te helpen met drugs dealen. Zijn neef werd vermoord en Wright ging terug naar de middelbare school om z'n diploma te halen, de dood van zijn neef Choukri hielp hem daarbij.
Wright verdiende toen hij wat ouder was veel geld door drugs te dealen. Hij wist dat het zeer gevaarlijk was en dat er een kans bestond dat hij ook vermoord zou worden, net als zijn neef Choukri. Hij stopte daarom met dealen en besloot wat anders te gaan doen met zijn geld.
Rap werd steeds populairder in de Verenigde Staten. Vooral aan de oostkust, in de buurt van New York, schoten rappers als paddenstoelen uit de grond. New York kende vele grote artiesten zoals KRS-One, Tim Dog, Kool Keith en meer. Aan de westkust leefde rap niet. De mensen in West-Amerika beweerden dat rap iets voor 'the eastcoast' was. Reden genoeg voor Wright om daar verandering in proberen te brengen. Hij richtte samen met Jerry Heller (een vriend die hij in 1986 had leren kennen) op 3 maart 1987 zijn eigen platenlabel op dat hij Ruthless Records noemde.
Het wilde niet echt goed lopen in het begin. Wright deed een slimme zet door Dr. Dre en DJ Yella uit de groep The World Class Wreckin' Cru en Ice Cube uit de groep C.I.A. (Cru' in Action) te halen. Dr. Dre en Ice Cube gingen rhymes schrijven voor het label. MC Ren werd door Eazy opgehaald na school, om een rapcarrière te starten. Zo vormde Wright met Dr. Dre, Ice Cube, MC Ren en DJ Yella de groep N.W.A, dit stond voor Niggaz With Attitudes. Ice Cube had het nummer "Boyz-N-The-Hood" geschreven en Dr. Dre vroeg zich af waarom Eric het niet kon rappen. Dr. Dre haalde hem uiteindelijk over de rap in te zingen.
Eazy had een rauwe, "hardcore" stem zoals geen één andere rapper had. Het nummer werd steeds bekender en werd na verloop van tijd zelfs op de radio gedraaid (daarvoor had Eazy een gecensureerde versie gemaakt). Eazy-E's debuutalbum, Eazy-Duz-It, werd uitgebracht op 16 september 1988 en bevatte twaalf nummers.
N.W.A was revolutionair, met Straight Outta Compton werden heel wat ogen geopend. Nadien, met o.a. Fuck tha Police werd N.W.A en Eazy-E geboycot door MTV en radiozenders.
Na onderlinge problemen (Ice Cube wilde meer loon naar werken) verliet Ice Cube de groep N.W.A en ging solo verder. N.W.A heeft Ice Cube gedissed met "Real Niggaz", waarop Ice Cube antwoordde met "No Vaseline".
In 1992 verliet ook Dr. Dre N.W.A en richtte samen met N.W.A bodyguard Suge Knight het label Death Row Records op, waarna Dre o.a. ook Snoop Dogg een contract aanbood. Dr. Dre bracht dan het album The Chronic uit, waar hij Eazy-E dissed in "Fuck wit Dre Day".
N.W.A was toen al opgedoekt maar Eazy-E ging solo verder, veelal rappen de broers 'Gangsta Dresta' en 'B.G. Knocc Out' mee.
Eazy-E voelde zich gekwetst en verraden na Dr. Dre zijn commentaren. E maakte toen het album It's On (Dr. Dre) 187um Killa waar hij Dr. Dre op belachelijk maakt met onder andere "Real Muthaphuckkin G's". Ook op latere cd's lachte hij met Dr. Dre. Hun ruzie is later tot een goed einde gebracht, dit was vlak voordat Eric stierf.
Eazy-E had een goede kijk op talent, zo werd Bone Thugs-n-Harmony, een jonge groep gecontracteerd. Zelfs The Black Eyed Peas waren een korte tijd van de Ruthless Family, maar Eazy stierf voordat hij hen kon uitbrengen.

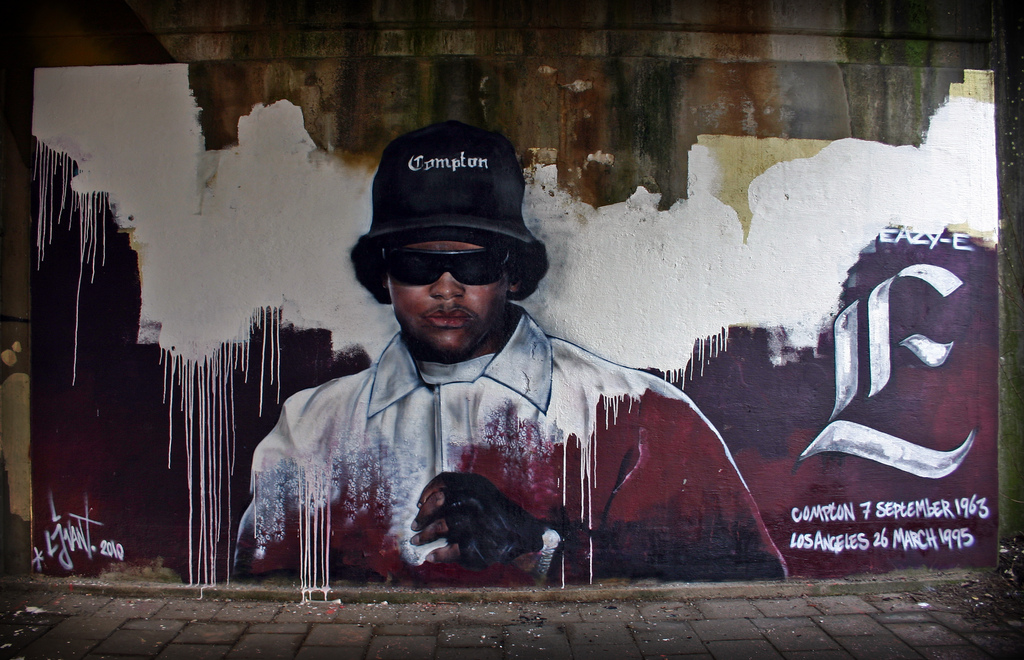
Eazy-E afgebeeld op street art in Leeuwarden

### Overlijden
In 1995 werd er aids geconstateerd bij Eazy-E. Hij overleed korte tijd later, op 26 maart 1995, op 30-jarige leeftijd. Eazy-E had 11 kinderen bij 8 verschillende vrouwen, bij zijn laatste woorden zei hij dan ook "Maybe success was too good to me." De oudste zoon van Eric "Eazy-E" Wright is nu ook een rapcarrière begonnen onder de naam Lil' Eazy-E.
Eazy-E is naast de muziekindustrie ook in de game-industrie vereeuwigd. In het in 2004 uitgebrachte, zeer populaire spel Grand Theft Auto: San Andreas zit een karakter genaamd Ryder die enorm veel gelijkenis vertoont met Eazy-E. De makers Rockstar Games en Take-Two Interactive hebben hem dan ook als "voorbeeld" gebruikt.
7 april is een officiële dag in Compton die ook wel Eazy-E day genoemd wordt. Dit komt omdat hij op 7 april 1995 begraven is. De voormalige burgemeester van Compton Omar Bradly maakte op Eazy-E's begrafenis bekend dat de rapper zijn eigen dag verdiende, omdat hij Compton beroemd had gemaakt en veel invloed heeft gehad op de jeugd en de stad.
Ruthless Records gaat tegenwoordig door met de muziekproducties. Niet meer specifiek gericht op gangsta rap (wat nog wel geproduceerd wordt), maar meer op rap en de muziekstijl van tegenwoordig. Er zijn nieuwe artiesten gecontracteerd en nieuwe songs geproduceerd. Ondanks Eazy-E's overlijden blijft hij altijd het gezicht van Ruthless Records.

## Discografie

### Albums
- Eazy-Duz-It (1988)
- 5150: Home 4 tha Sick (1992)
- It's On (Dr. Dre) 187um Killa (1993)
- Str8 off tha Streetz of Muthaphuckkin Compton (1995)
- Eternal E (1995)
- Impact of a Legend (2002)

Met N.W.A
- N.W.A. and the Posse (1987)
- Straight Outta Compton (1988)
- 100 Miles and Runnin' (1990)
- Efil4zaggin (1991)

### Singles
- Boyz-N-The-Hood
- Eazy-er Said Than Dunn
- Eazy-Duz-It
- We Want Eazy
- Neighborhood Sniper
- Only If You Want It
- Real Muthaphuckkin G's
- Any Last Werdz
- Luv 4 Dem Gangsta'z
- Just tah Let U Know
- Niggaz Ain't Dead (ook wel Tha Muthaphukkin Real genaamd)
- Switchez
- Gimme That Nutt
- It's On
- Wut Would You Do
- Old School Shit
- Still A Nigga
- I'd Rather Fuck You
- 8 Ball
- Creep 'N Crawl
- Niggaz My Height Don't Fight
- Black Nigga Killa
- Sick Ass Killa
- Gangsta Beat For Tha Street
- Eazy 1, 2, 3

Na de dood van Eazy zijn er ook nog enkele remixes gemaakt met andere rappers, waarbij Eazy en 2Pac een graag geziene combinatie is. Enkele voorbeelden hiervan zijn:
- Real Thugs
- How we do
- Gangsta Beat 4 Tha Street

- Bibliothèque nationale de France: cb139328353 (data)
- Gemeinsame Normdatei: 130003174
- International Standard Name Identifier: 0000 0000 5513 7312
- Library of Congress Control Number: n95024969
- MusicBrainz: c3009d7a-51ac-4c9c-888a-04f5c3c4be0c
- Virtual International Authority File: 24790369
- WorldCat: E39PBJxH4cmj8893XVWx8FxCcP

Eazy-E · Dr. Dre · Ice Cube · MC Ren · DJ Yella · Arabian Prince